# Sopu-Korgon
Sopu-Korgon (ryska: Сопу-Коргон) är en ort i Kirgizistan.   Den ligger i oblastet Osj, i den sydvästra delen av landet, 300 km söder om huvudstaden Bisjkek. Sopu-Korgon ligger 2 077 meter över havet och antalet invånare är 2 205.
Terrängen runt Sopu-Korgon är bergig västerut, men österut är den kuperad. Sopu-Korgon ligger nere i en dal. Runt Sopu-Korgon är det mycket glesbefolkat, med 7 invånare per kvadratkilometer. Det finns inga andra samhällen i närheten. Trakten runt Sopu-Korgon består i huvudsak av gräsmarker.